# José Soleibe Arbeláez
José Soleibe Arbeláez (Cartago, 17 de novembro de 1938) é um clérigo colombiano e bispo emérito de Caldas.
José Soleibe Arbeláez foi ordenado sacerdote pela Arquidiocese de Cartagena em 21 de setembro de 1963.
Em 19 de julho de 1999, o Papa João Paulo II o nomeou Bispo Auxiliar de Cali e Bispo Titular de Sullectum. O arcebispo de Cali, Isaías Duarte Cancino, consagrou-o bispo em 8 de setembro do mesmo ano; Co-consagrantes foram Héctor Luis Gutiérrez Pabón, Bispo de Chiquinquirá, e Edgar de Jesús García Gil, Bispo Auxiliar de Cali.
Em 6 de dezembro de 2002 foi nomeado Bispo de Caldas.
O Papa Francisco aceitou sua aposentadoria em 28 de janeiro de 2015.